# مسجد دباغخانة
مسجد دباغخانة هو مسجد تاريخي يعود إلى عصر القاجاريون، ويقع في أهر.